# Port lotniczy Malindi
Port lotniczy Malindi (ICAO: MYD, ICAO: HKML) – port lotniczy położony w Malindi, w Prowincji Nadmorskiej, w Kenii.

## Kierunki lotów i linie lotnicze
| Linia Lotnicza     | Kierunek           |
| ------------------ | ------------------ |
| Fly540             | 1. Lamu 2. Nairobi |
| Fly-SAX            | 1. Nairobi-Wilson  |
| Jambojet           | 1. Nairobi         |
| Kenya Airways      | 1. Nairobi         |
| Mombasa Air Safari | 1. Lamu 2. Mombasa |